# John Myung
John Ro Myung (ur. 24 stycznia 1967 w Chicago w stanie Illinois w USA) – amerykański muzyk, kompozytor i instrumentalista. Uczęszczał do szkoły muzycznej Berklee College of Music w Bostonie. Basista progresywnometalowej grupy muzycznej Dream Theater. Znany również ze współpracy z Gordian Knot, The Jelly Jam czy Platypus.

## Instrumentarium
| Gitary - MusicMan Bongo 5/6 HS Basses - 12 String Grand Chapman Stick - Four String Fender Jazz Bass Guitar - Four String Spector Bass Guitar - Six String Bass Guitar Tung Wingbass II Bolt-on - Six string Bass Guitar Tung Wingbass II Hybrid - Hamer Acoustic Bass Guitar - Six String Fretless Bass Guitar Yamaha TRB - Six String Fretted Bass Guitar Yamaha TRB - Six String Bass Guitar signature RBX-6JM Yamaha Turquoise Blue - Six String Bass Guitar signature RBX-6JM Yamaha Ruby Red - Six String Bass Guitar signature RBX-JM2 Yamaha Inca Silver - Six String Bass Guitar signature RBX-JM2 Yamaha Plum Purple - Five String Bass Guitar MusicMan Stingray - Eight String Bass Guitar Hamer Struny i kostki gitarowe - Ernie Ball Roundwound Nickel Bass Strings - D’Addario EXL170-6 Strings (.032, .045, .065, .085, .105, .130) - Dunlop Tortex Triangle Picks |  | Efekty gitarowe i inne - Fractal Audio Axe-Fx Ultra - Fractal Audio MFC-101 MIDI Foot Controller - Moog Taurus 3 Bass Pedals - Little Labs IPB Jr. Phase Adjuster - Two Demeter HBP-1 Preamps - Demeter VTDB-2B Mono Rube Direct Box - Demeter HXC-1 Optical Compressor - Ashdown ABM RPM1 EVO II Preamp/ABM APM 1000 EVO II Power Amplifier - Pearce BC-1 Preamp - Framptone 3-Banger/Amp Switcher - Mesa Engineering Big Block 750, Tri-Axis - Eventide DSP4000 Ultra-Harmonizer - Shure UR4D Wireless - Whirlwind Selector A/B box - Korg DTR-2000 Tuner |

## Dyskografia
- Platypus - When Pus Comes to Shove (1999, InsideOut Music)
- Gordian Knot - Gordian Knot (2000, Sensory)
- Platypus - Ice Cycles (2000, InsideOut Music)
- The Jelly Jam - Jelly Jam (2002, InsideOut Music)
- Explorer's Club - Raising the Mammoth (2002, Magna Carta)
- The Jelly Jam - Jelly Jam 2 (2004, InsideOut Music)
- The Jelly Jam - Shall We Descend (2011, Molken Music)

## Wideografia
- John Myung - Progressive Bass Concepts (1996, VHS /DVD, Warner Brothers Pub.)